# Бранкстон
Бранкстон (англ. Branxton) — село на півночі графства Нортумберленд, Велика Британія, в п'яти кілометрах від адміністративного кордону між Англією і Шотландією. Населення — 121 особа (станом на 2001 рік).

## Історія

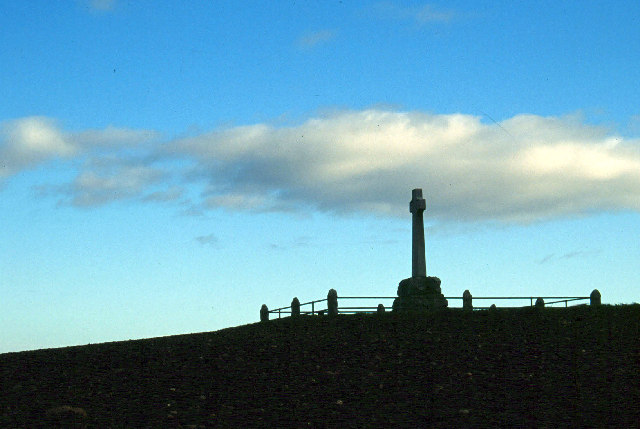
Гранітний хрест на місці Флодденської битви

9 вересня 1513 біля села проходила Флодденська битва — одна з найкровопролитніших в історії Шотландії. В ній загинуло від п'яти до десяти тисяч шотландців, включаючи 12 графів, 15 лордів, безліч вождів кланів, декілька абатів, архієпископів і сам король Шотландії Яків IV. На згадку про неї на одному з пагорбів встановлено гранітний хрест. 
У 2013 році громада села відзначила 500-річчя битви.

## Відомі люди
- Персіваль Стокдейл (1736–1811) — англійський поет, письменник і реформатор.